# Chirostoma promelas
Chirostoma promelas е вид лъчеперка от семейство Atherinopsidae. Видът е застрашен от изчезване.

## Разпространение
Разпространен е в Мексико.

## Описание
Популацията на вида е намаляваща.